# Timothy Cathcart
Timothy Cathcart (Enniskillen, 7 de julho de 1994 - Fivemiletown, 15 de agosto de 2014) foi um automobilista norte-irlandês, faleceu em um acidente na terceira especial do Ulster Rally, uma das etapas do Campeonato Britânico de Rali.

## O acidente
Pilotando um Citroën DS3 R3T, Cathcart foi atingido por um objeto lançado de fora do carro e perdendo o controle, vindo a falecer na hora. Estava acompanhado de seu navegador, Dai Roberts, que saiu do Citroën por conta própria, mas queixou-se de dores nas costas e foi levado a um hospital de Belfast. Uma curiosidade é que o navegador é irmão de Gareth Roberts, que também exercia a mesma função quando morreu em um acidente semelhante pela Targa Fiorio, em junho de 2012.